# Chāhrū (ort i Iran)
Chāhrū (persiska: هوشدان, هُّشدَن, Hūshdān, چاهرو) är en ort i Iran.   Den ligger i provinsen Hormozgan, i den sydöstra delen av landet, 1 300 km sydost om huvudstaden Teheran. Chāhrū ligger 9 meter över havet och antalet invånare är 248.
Terrängen runt Chāhrū är platt åt sydväst, men åt nordost är den kuperad. Havet är nära Chāhrū söderut.  Närmaste större samhälle är Jāsk, 17,2 km sydväst om Chāhrū. 